# Cornelius Wilhelm von Heyl zu Herrnsheim

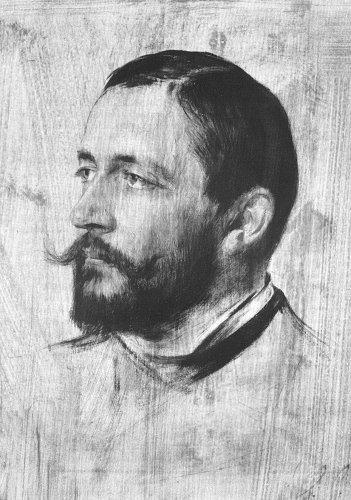
Cornelius Wilhelm von Heyl; peinture de Franz von Lenbach

Cornelius Wilhelm Heyl, depuis 1886 Cornelius Freiherr von Heyl zu Herrnsheim en français : « Cornelius Baron de Heyl à Herrnsheim » (* 10 février 1843 à Worms; † 25 septembre 1923 château Pfauenmoos, Berg SG, au lac Léman), est un entrepreneur allemand dans la fabrication de cuir, homme politique, collectionneur d'art et mécène.

## Biographie
Cornelius Wilhelm Heyl est un petit-fils de Cornelius Heyl (1792-1858), fondateur en 1834 du Wormser Lederwerke Cornelius Heyl AG. Son père Daniel Cornelius Heyl (1818-1844) est décédé à l'âge de 26 ans, laissant derrière lui une femme et trois enfants.
Il est baptisé au nom de Hermann Wilhelm Heyl. Son frère aîné, du nom de son grand-père, Cornelius Heyl (1842-1861) est mort jeune lors d'un séjour à Londres. C'est pourquoi, afin de préserver la tradition familiale, le prénom Cornelius passe à Hermann Wilhelm Heyl. À l'âge de dix-neuf ans, il reprend l'usine de cuir du grand-père.
Cornelius Wilhelm Heyl est élevé comme conseiller privé grand-ducal hessien et Fideikommissherr sur Herrnsheim le 31 mars 1886 comme baron de la noblesse héréditaire. Le 22 décembre 1899, la ville de Worms lui décerne la citoyenneté honorifique en reconnaissance de son soutien financier et idéel aux archives de la ville.
Il est député au Reichstag de 1874 jusqu'à 1912, membre et président du Landtag du Grand-duché de Hesse janvier 1874 jusqu'à juillet 1878, 30 octobre 1879 jusqu'à octobre 1881 et juin 1893 jusqu'à novembre 1918, Parti national-libéral, à la fin il n'est plus membre d'une Fraktion).
Ses journaux intimes ne sont pas encore publiés ainsi que ses souvenirs écrits du Première Guerre mondiale.
Cornelius Wilhelm von Heyl est décédé en 1923 sur son domaine Pfauenmoos, dans le canton suisse de Saint-Gall.
Ses deux fabriques de cuir (Cornelius Heyl AG au sud de Worms, Heyl’sche Lederwerke Liebenau à Neuhausen) sont partagées entre ses deux fils Ludwig von Heyl zu Herrnsheim (de) et Cornelius Wilhelm Karl von Heyl zu Herrnsheim (de) qui travaillaient déjà dans l'entreprise.
Sa mort marque la fin d'une époque sans précédent dans l'industrie du cuir et le développement social à Worms. Il est enterré dans la chapelle Gottlieben (de) (commandée par lui-même) à Worms-Herrnsheim, à côté de son épouse Sophie, décédée en 1915.

### Kunsthaus Heylshof

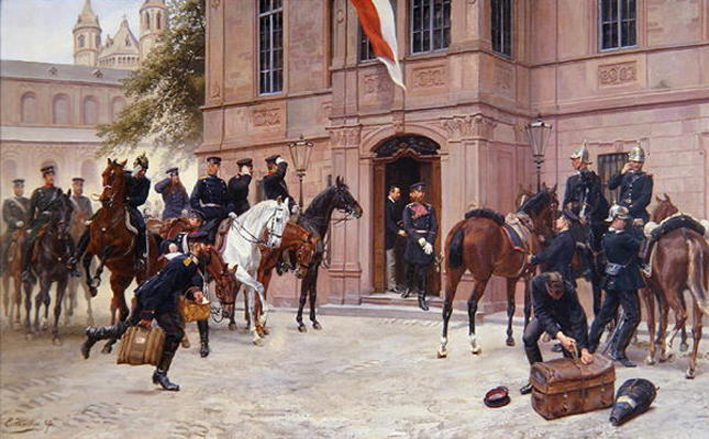
Heyl avec Louis IV de Hesse, peinture de Emil Hünten

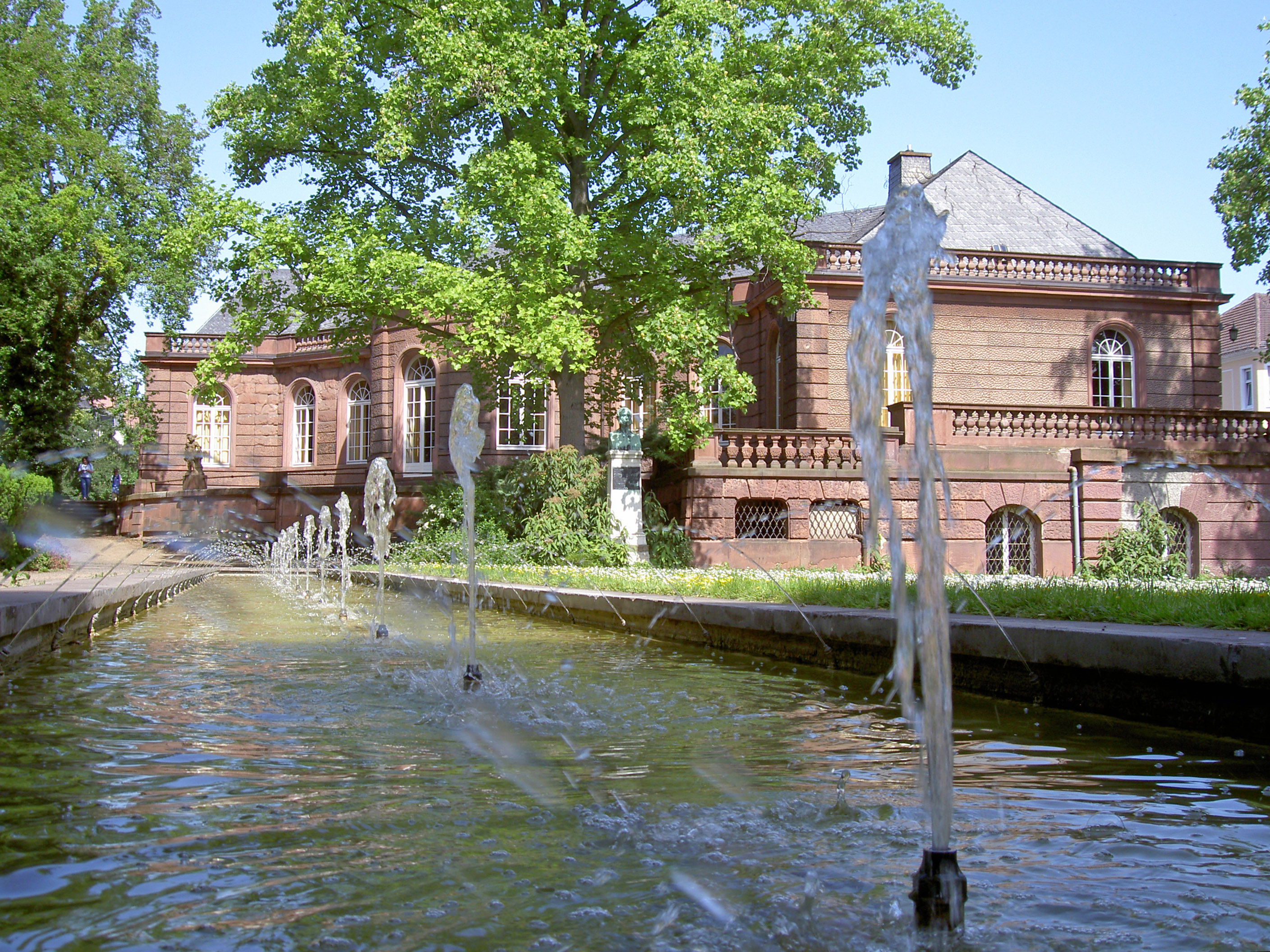
Musée Kunsthaus Heylshof (côté jardin)

Cornelius Wilhelm von Heyl se fit construire entre 1881 et 1884 sur le terrain de la cour épiscopale médiévale (ancien résidence du Prince-évêque détruite par la suite des événements de la Révolution française) une villa. L'architecte était Alfred Friedrich Bluntschli (de), élève de Gottfried Semper.
Le mercredi 23 juin 1926, cette villa, héritage de Freiherr Cornelius Wilhelm et de Dame Sophie von Heyl zu Herrnsheim, est donnée à la ville de Worms, et inaugurée solennellement sous le nom de "Kunsthaus Heylshof".
Le musée est partiellement détruit au printemps 1945 lors d'un raid aérien et restauré sur un niveau avec un toit en croupe. Depuis 1961, il est à nouveau ouvert au public sous le nom de «Kunsthaus Stiftung Heylshof».
La collection d'art est l'une des collections privées les plus polyvalentes et les plus riches d'Allemagne avec plus d'une centaine de peintures ainsi que de nombreux dessins et porcelaines. En tant que tel, il a un plus grand intérêt artistique au-delà de sens général. Il est considéré comme un monument fier de la culture unique qui a documenté la bourgeoisie des villes allemandes et loin des grandes villes.

## Descendance
Cornelius Wilhelm von Heyl zu Herrnsheim a sept enfants, 17 petits-enfants et de nombreux arrières-petits-enfants. Ses descendants comptent entre autres :
- Son fils Cornelius Wilhelm Karl von Heyl zu Herrnsheim (de) (1874–1954) reprend plus tard les usines de cuir. Il épouse en 1907 la princesse Mathilde zu Isenburg-Büdingen, fille du prince Bruno zu Isenburg-Büdingen et la comtesse Bertha zu Castell-Rüdenhausen[8].
- Un autre fils, Ludwig von Heyl zu Herrnsheim (1886–1962) est, de 1924 jusqu'à 1927, député au parlement de l'État populaire de Hesse (de) pour la DVP. Il épouse Eva Maria von der Marwitz-Stein (1889–1959). Ils ont six enfants, dont Marie-Elisabeth Klee (de) (1922–2018).
- Erwin von Heyl zu Herrnsheim (1877–1940), diplomate.
- Maximilian von Heyl zu Herrnsheim (1884–1952), propriétaire terrien.
- Martha Cornelia von Heyl zu Herrnsheim (1870–1954) épouse en 1891 le baron Hugo von Leonhardi (1864–1922), chambellan grand-ducal et Oberhofmeister, châtelain de Heldenbergen (de).

## Œuvres
- Zur Geschichte der Familie Leutz von Eberbach. Imprimé sous forme de manuscrit. Heidelberg 1915 Empreinte digitale